# Institut für Lasertechnologien in der Medizin und Meßtechnik
Das Institut für Lasertechnologien in der Medizin und Meßtechnik an der Universität Ulm, kurz ILM, ist ein rechtlich eigenständiges An-Institut, das der Universität Ulm angegliedert ist und eines von zwölf Forschungsinstituten der „Innovationsallianz Baden-Württemberg“. Sein Auftrag ist eine anwendungsorientierte Forschung auf dem Gebiet der Optik, Messtechnik, Mikroskopie und Medizintechnik und der Transfer der erarbeiteten Ergebnisse in die industrielle und medizinische Praxis.

## Stiftung
1985 wurde die „Stiftung für Lasertechnologien in der Medizin an der Universität Ulm“ von der Aesculap AG & Co KG, Tuttlingen, und der Carl Zeiss AG, Oberkochen, gegründet. Zustiftungen erfolgen durch die Richard Wolf GmbH, Knittlingen (seit 1993), die KaVo Dental GmbH, Biberach (1997–2010), und das Universitätsklinikum Ulm (seit 1999). Weitere Zustiftungen sind möglich.

## Geschichte
1986, nach der Einweihung des Institutsgebäudes durch den Ministerpräsidenten des Landes Baden-Württemberg, Lothar Späth, nahm das Institut seine Arbeit auf. 1994 wurde der Forschungsauftrag des ILM auf die optische Messtechnik erweitert. In Kooperation mit der Klinik für Dermatologie und Allergologie des Universitätsklinikums Ulm wurde 2004 ein Lasertherapiezentrum (LTZ) verwirklicht, das mit zahlreichen medizinischen Lasersystemen für die ambulante Patientenbehandlung ausgestattet wurde. 2006 wurde dem ILM im Rahmen der Initiative „Deutschland – Land der Ideen“ die Auszeichnung „Ausgewählter Ort“ verliehen. Rudolf Steiner war Gründungsdirektor und leitete das ILM bis 2007. Sein Nachfolger wurde Raimund Hibst der bis 2020 Institutsleiter war. Seit März 2020 ist Alexander Hack Geschäftsführer.

## Forschungs- und Entwicklungsschwerpunkte
Optik, Licht und Laser und deren Anwendung in der Medizin und Messtechnik sind die Kernkompetenzen des ILM. Die Schwerpunkten des ILM gehen aus der Gruppenstruktur hervor:
- Lasermedizin, klinische Diagnostik
- Geräte- u. Komponentenentwicklung
- Applikationsforschung
- Materialoptik und Bildgebung
- Mikroskopische Applikationen
- Zell-, Molekular- und Mikrobiologie
- Thermische Mess- und Prüfverfahren

Einzigartig sind interdisziplinäre Forschungs- und Entwicklungsarbeiten, die Optik und Messtechnik mit der Medizin und der Biologie verbinden. Zahlreiche Vorhaben werden in Kooperation mit regionalen, nationalen und internationalen Industriepartners bis zur Marktreife verwirklicht.
Internationale Zusammenarbeit erfolgte z. B. mit der Cairo University (Ägypten).

## Infrastruktur
Das Institut befindet sind in unmittelbarer Nähe zur Universität Ulm in der Wissenschaftsstadt.
Es verfügt u. a. über verschiedene Lasersysteme, Mikroskope, Spektrometer, Hochgeschwindigkeits- und IR-Kameras und naturwissenschaftlich ausgestattete Labore. Die vielseitige histologische sowie zell- und molekularbiologische Ausstattung ermöglichen biologische und medizinische Forschung. Mechanische und elektronische Werkstätten ergänzen die Ausstattung.